# Беккер, Барбара
Барбара Беккер (нем. Barbara Becker, урождённая Барбара Фелтус (нем. Barbara Feltus), родилась 1 ноября 1966 года) — немецко-американский дизайнер, бывшая актриса и модель.

## Ранние годы
Барбара Беккер родилась от отца-афроамериканца Харлана Фелтуса и матери-немки Урсулы. Её отец первоначально приехал в Европу лейтенантом медицинского корпуса армии США, но стал успешным фотографом. Мать Барбары была учительницей.

## Личная жизнь
Барбара росла в Германии, изучала актёрское мастерство и танцы. Начало её карьеры ознаменовалось как модельными, так и телевизионными ролями.
Осенью 1991 года Фелтус познакомилась с международной звездой тенниса Борисом Беккером. Они поженились в 1993 году. У них двое сыновей, Ной и Элиас. В 2001 году их брак закончился разводом.
С 2006 года Беккер была послом ЮНИСЕФ по программе профилактики столбняка в развивающихся странах. В период с 2006 по 2009 год было пожертвовано более 300 миллионов доз вакцины.
6 января 2009 года Барбара Беккер и бельгийский художник Арне Куинз объявили о своей помолвке. Они поженились 9 сентября 2009 года в своём доме в Майами, штат Флорида, и отметили свадьбу 13 сентября 2009 года в Берлине. Оба мероприятия были сфотографированы дизайнером интерьеров Майами Сэмом Робином. Беккер и Куинз развелись в 2011 году.
В настоящее время Беккер живёт в Майами, где создаёт и продвигает видео о фитнесе, а также занимается разработкой и продвижением товаров для дома для линии «b b home passion».